# Liv Bernhoft Osa
Liv Bernhoft Osa  (født 3. marts 1957 på Voss) er en norsk teater- og filmskuespiller.
Hun er uddannet ved Statens teaterhøgskole, og har været tilknyttet Nationaltheatret siden 1979. Hun har også arbejdet for Det norske teatret og Torshovteatret. Hun har medvirket i adskillige film og indlæst flere lydbøger. Disse indbefatter bl.a. Kjærlighet af Toni Morrison og Is-slottet af Tarjei Vesaas for Lydbokforlaget.
For rollen som Fru Fåttnok i stykket Uskykld fik hun i 2011 Heddaprisen for bedste kvindelige birolle.
For rollen som Alma i filmen Pyromanen fik hun i 2016 Amandaprisen for bedste kvindelige skuespiller.

## Familie
Hun er datter af Sigbjørn Bernhoft Osa (1910–90) og Anne Heggtveit (1920–2011). Hun var tidligere gift med filminstruktøren Pål Løkkeberg (1934–98).

## Filmografi

### Film
- 1983: Hockeyfeber - Vera
- 1984: Snart 17 - Ekspeditrise
- 1994: Trollsyn - Mor
- 1998: Madeline (amerikansk)
- 2004: Uno - Mona
- 2007: Svein og Rotta og UFO-mysteriet - Dora
- 2013: Detektiv Downs - Rita Stjernen
- 2016: Pyromanen - Alma

### Tv-serier
- 1977: Lykkespill - Wenche Foss som ung
- 1987: Pilen flyttebyrå - Anita
- 1990: Den svarta cirkeln (svensk)
- 1991: Fedrelandet - Rakel
- 1994: Vestavind - Emma Engan Nedrebø
- 1996: Familiesagaen de syv søstre - Charlotte Zimmermann
- 2002: Tiden før Tim - Ninas mor
- 2002: Jul på Månetoppen - Nissemor
- 2008-2009: Honningfellen - Åsa Nymann
- 2011: Taxi - Annes mor
- 2014: Mammon - Advokat Runa Torgersen
- 2015: Kampen for tilværelsen - Schreiner

### Kortfilm
- 2000: Fly